# Timo Kob

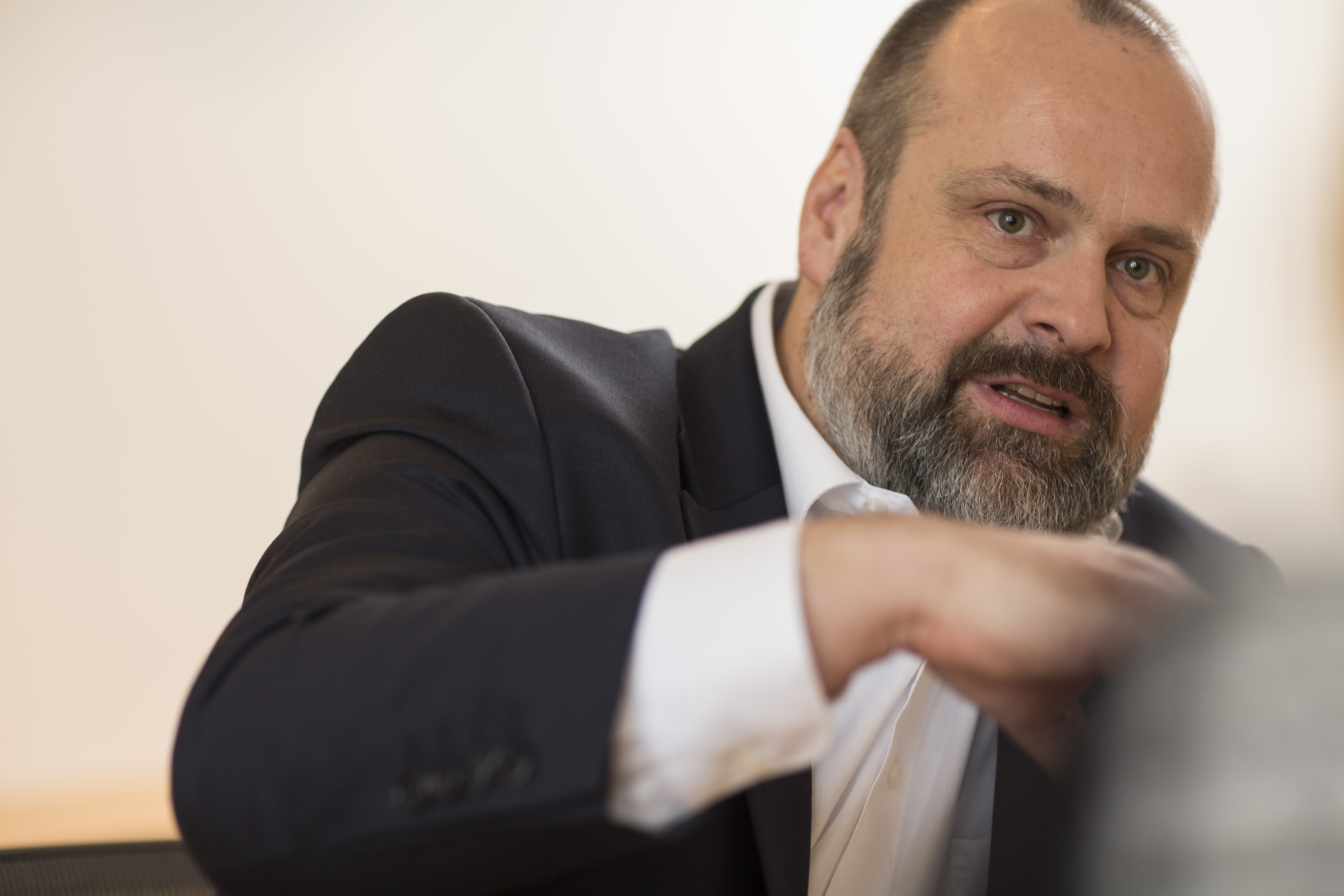
Timo Kob (2016)

Timo Kob (* 10. September 1969) ist ein deutscher Unternehmer und Informatiker in den Bereichen Wirtschaftsschutz und Cybersecurity.

## Leben
Kob ist Diplom-Informatiker. Er ist Gründer und Vorstand des deutschen Sicherheits-Beratungsunternehmens HiSolutions AG. Das Unternehmen wurde 2011 vom BSI als „Zertifizierter IT-Sicherheitsdienstleister“ gelistet.
Kob ist Mitautor des BSI-Standards 100-4 „Notfallmanagement“.
Als stellvertretender Vorsitzender des ASW Bundesverbandes (Allianz für Sicherheit in der Wirtschaft e. V.) war er an der Gestaltung der „Initiative Wirtschaftsschutz“ beteiligt, einem Kooperationsprojekt von fachlich betroffenen Ministerien und Behörden mit den Wirtschaftsverbänden. Seit 2011 leitet er das „HiSolutions-GS-Certlab“, einem von zwei vom BSI mit der Prüfung von Auditberichten für IT-Grundschutzzertifizierungen beauftragten privatwirtschaftlichen Prüfstellen.

## Forschung und Lehre
Kob ist „FH-Professor“ an der FH Campus Wien.
Als Lehrbeauftragter und Forscher plädiert Kob für eine ganzheitliche Betrachtung von Wirtschaftsschutz und widmet sich in seiner Forschung den unterschiedlichen Auswirkungen der Digitalisierung auf Unternehmenssicherheit und Innovation. Er forscht in den Feldern IT-Sicherheit, Wirtschaftsschutz und Katastrophenschutz. Prominente, vom BMBF oder der EU geförderte Forschungsprojekte sind hier u. a.:
- Wirtschaftsgrundschutz/WISPER – Übertragung des Konzeptes und der Struktur des BSI-IT-Grundschutzes auf nicht-technische Aspekte abzubilden wie Know-how- und Produktschutz, Anti-Fraud Management, Reisesicherheit aber auch physische und personelle Sicherheit.[9]
- ALARM – Entwicklung einer Plattform zur technischen Unterstützung beim Retten von Menschenleben[10]
- TankNotStrom – Sicherstellung der Kraftstoffversorgung im Falle eines Blackouts[11]
- AQUA IT – Entwicklung von Ansätzen zum Schutz vor Cyber-Angriffen für kleine und mittlere Betreiber kritischer Infrastrukturen und Konzeption eines Labors zur Prüfung der IT-Sicherheit  von Regelungs- und Steuertechniken[12]

## Sonstige Aktivitäten, Ämter und Mitgliedschaften
Timo Kob ist Leiter der Bundesarbeitsgruppe „Cyber Sicherheit“ beim Wirtschaftsrat der CDU. Ferner ist Kob stellvertretender Vorstandsvorsitzender des ASW Bundesverbandes (Allianz für Sicherheit in der Wirtschaft e. V.) und Vorstandsmitglied des IT-Branchenverbandes Bitkom, wo er auch den Dialogkreis Cybersecurity mitleitet und in dieser Rolle 2016 eine Studie zum Thema „Kosten eines Cyber-Vorfalls“ herausgab. 2015 saß er als parteiloser Experte in der Programmkommission „Zukunft der Arbeit“ der CDU Deutschlands zur Ausgestaltung der Digitalen Agenda.
2018 wurde er von Bild in Zusammenhang mit einer angeblichen Mail-Kampagne mit gekauften Social Bots aus Russland als Experte mit den Worten zitiert „Die Server-Daten kreisen den Verfasser mit hoher Wahrscheinlichkeit auf jemanden mit Zugang zu Systemen der SPD ein – berechtigt oder unberechtigt.“ Die angebliche Kampagne stellte sich als Inszenierung des Satiremagazins Titanic heraus.
Kob äußerte sich später auf LinkedIn dazu, in dem er darauf hinwies, dass sein Original-Statement an die BILD-Zeitung mehrere Prämissen enthielt, die eben nicht zutrafen (und im veröffentlichten Zitat gestrichen wurden). Er übernahm aber insofern die Verantwortung, da er hätte wissen müssen, dass die vollständige Aussage „absichtlich oder unabsichtlich bis zur Unkenntlichkeit verknappt“ werden würde.

## Ehrungen und Auszeichnungen
- 1997: Innovationspreis Berlin-Brandenburg
- 2015: Ehrenpreis des ASW Bundesverbandes